# Simulationskammer
Als Simulationskammer wird in der Luftfahrt eine röhrenförmige, extrem stabile Konstruktion bezeichnet, in die Luftfracht vor dem Verladen in ein Flugzeug eingebracht werden kann. Die Simulationskammer simuliert dann die Umweltbedingungen eines Fluges. Dazu gehören z. B. das Absenken des Luftdrucks, die Schall- und Funksimulation, wie sie üblicherweise bei einem startenden Flugzeug stattfinden etc. Ziel ist es, eventuelle Bombenzünder zu detektieren oder kontrolliert zu zünden. Ihre Anwendung ist für die Länder der Europäischen Union in der EU-Verordnung 272/2009 Anlage A geregelt.
Die Simulationskammer galt technisch schon als überholt, ist aber mittlerweile durch neue technische Entwicklungen wieder auf dem Vormarsch. So verfügen moderne Simulationskammern über eine GSM-Simulation für Navigationsgeräte und können versteckte Handys sowie Gase, Radioaktivität und Bio-Kampfstoffe detektieren. Damit sind sie bei Frachtsendungen, die schwer durch Röntgen oder andere Techniken zu prüfen sind, als alternative Prüfmethode geeignet.
Simulationskammern befinden sich an verschiedenen Flughäfen wie z. B. in Hannover, München, Luxemburg, Zürich und Kuala Lumpur. Nach Ansicht des Luftfahrt-Bundesamtes besteht unter bestimmten Bedingungen die Pflicht, an Flughäfen solche Simulationskammern vorzuhalten, jedoch wurden diese teilweise (etwa in Köln/Bonn) nach dem Übergang der Verantwortung für die Sicherheit von Luftfracht von der Bundespolizei an die Luftfrachtgesellschaften an den einzelnen Standorten teilweise überflüssig und außer Betrieb gesetzt.